# Římovsko
Krajinná památková zóna Římovsko se nachází na katastrálních územích  Branišovice, Dolní Stropnice, Kamenný Újezd a Římov v okrese České Budějovice v Jihočeském kraji. Římovsko bylo jako sakrální kulturní krajina mimořádné hodnoty prohlášeno Ministerstvem kultury České republiky podle vyhlášky č. 208/1996 krajinnou památkovou zónou v roce 1996. Tato památková zóna je se svou rozlohou 123 ha nejmenší z 25 krajinných památkových zón, které byly do roku 2017 vyhlášeny na území České republiky.

## Geografie
Krajinu na středním toku řeky Malše tvoří pahorkatina, jejíž nadmořská výška se pohybuje kolem 400–450 metrů (kopec na Pašijové cestě nad údolím Římovského potoka, nazvaný Olivetská hora, je vysoký 453 metrů). Římovsko se rozkládá severně od Římova na levém břehu řeky Malše, zhruba 12 km jižně od Českých Budějovic. Z geomorfologického hlediska se jedná o východní okraj okrsku Velešínská pahorkatina, jen malá část krajinné památkové zóny východně od Římova na pravém břehu Malše náleží do okrsku Strážkovická pahorkatina. Oba tyto okrsky jsou součástí geomorfologického celku Novohradské podhůří. Půdní příkrov tvoří kambizemě. Klima je mírné, s dlouhým, teplým a suchým létem a krátkou, poměrně mírnou a velmi suchou zimou. 

## Historie
První písemná zmínka o vsi Římov (původně Hřímov) je z roku 1395. Proměna území u Římova v sakrální kulturní krajinu započala v roce 1648, kdy pražský arcibiskup Arnošt Vojtěch kardinál Harrach dal lékárníkovi českokrumlovské jezuitské koleje Janu Gurremu svolení ke stavbě loretánské kaple s ambitem a křížové cesty. V letech 1648–1650 byla postavena tzv. Svatá chýše (mariánská kaple). Kolem kaple byl pak v letech 1652–1658 vybudován ambit, jehož stěny byly později v období let 1686–1698 vyzdobeny freskami s vyobrazeními 34 poutních míst v českých zemích. Pro výstavbu barokní lorety bylo zvoleno místo přímo na římovské návsi.

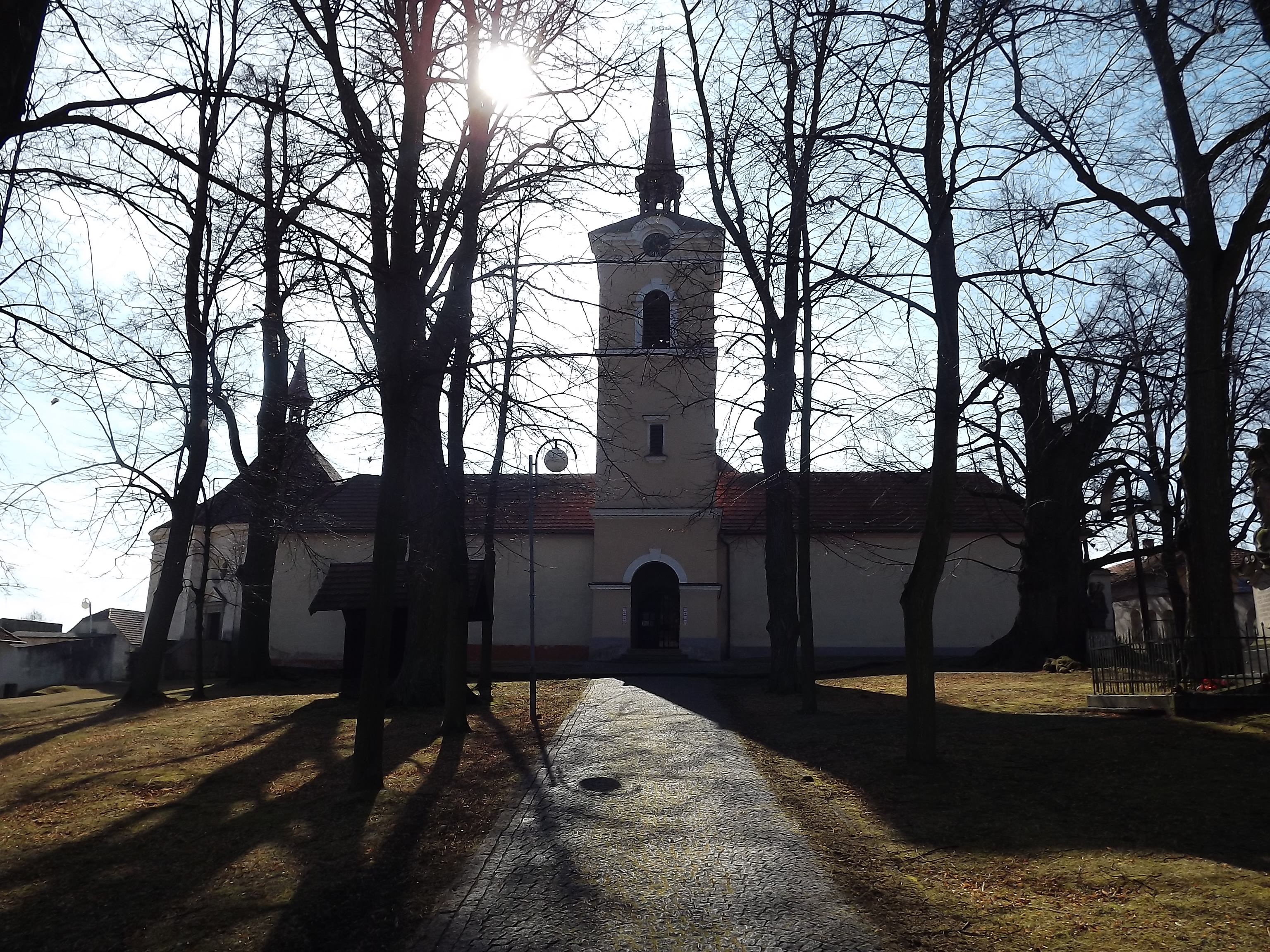
Kostel sv. Ducha a loretánská kaple

Již v roce 1657 přišlo do Římova na svátek Navštívení Panny Marie na 10 000 poutníků. V krajině na sever a východ od Římova, připomínající věřícím okolí Jeruzaléma, bylo od druhé poloviny 17. století do první čtvrtiny 18. století vybudováno 25 zastavení pašijové cesty.

## Předmět ochrany
Předmětem památkové ochrany je mimořádně hodnotná sakrální kulturní krajina. Na území krajinné památkové zóny se nachází řada objektů a staveb, zapsaných na seznam nemovitých kulturních památek. Jedná se o kamenný silniční most v Dolní Stropnici, kostel sv. Ducha a loretánskou kapli v Římově, pašijovou (křížovou) cestu s 25 zastaveními, boží muka, dále o zámek, měšťanský dům a dvě venkovské usedlosti v Římově. Na území památkové zóny se nenacházejí žádná zvláště chráněná území přírody.

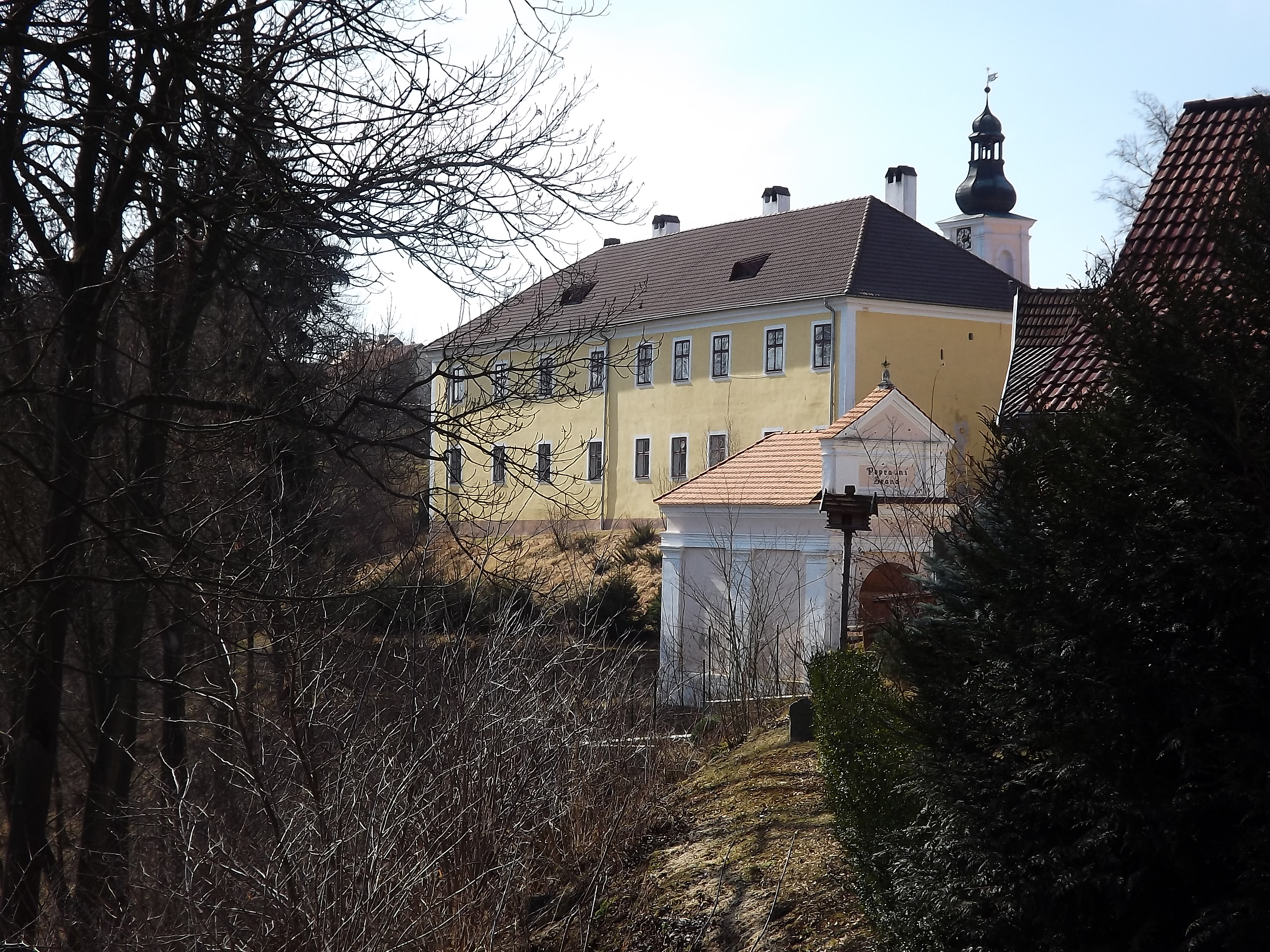
Barokní zámek v Římově

Hranice krajinné památkové zóny Římovsko vede na severu vede od mostku na silnici Římov – Straňany na jihozápadní břeh řeky Malše, odkud směřuje k jihovýchodu a pokračuje k přemostění Malše mezi obcemi Římov a Pašinovice. Po pravém břehu Malše pak vede pravý břeh řeky na jih až k hrázi údolní nádrže Římov. Po přechodu hráze se obrací k severu. Poté prochází Římovem a od západu obklopuje rozsáhlou oblast se sakrálními památkami.

## Ohrožení památkové zóny
První krádeže soch a projevy vandalismu byly zaznamenány již po vzniku Československa v roce 1918, ovšem nejhorší období pro místní památky nastalo až po sametové revoluci v roce 1989. První krádeže na pašijové cestě byly zaznamenány v roce 1993, o rok později v roce 1994 bylo ukradeno 7 soch apoštolů ze skupiny „Poslední večeře Páně“. V roce 2000 zloději poničili sochu Krista, v roce 2009 bylo odcizeno dalších sedm dřevěných soch. Poté bylo rozhodnuto zbylé sochy z kapliček na pašijové cestě odvézt na bezpečné místo a do kaplí byly umístěny pouze fotografie původní výzdoby, než budou vyrobeny kopie dřevěných soch a vše řádně zabezpečeno.
Památkový charakter krajinné zóny ohrožuje v Římově také výstavba nových domů bez jakékoli architektonické hodnoty a vztahu ke krajině. Ráz krajiny narušují i chatové kolonie, které vznikly na Olivetské hoře a v údolí Malše ještě před vyhlášením krajinné památkové zóny 

## Proměny pašijové cesty

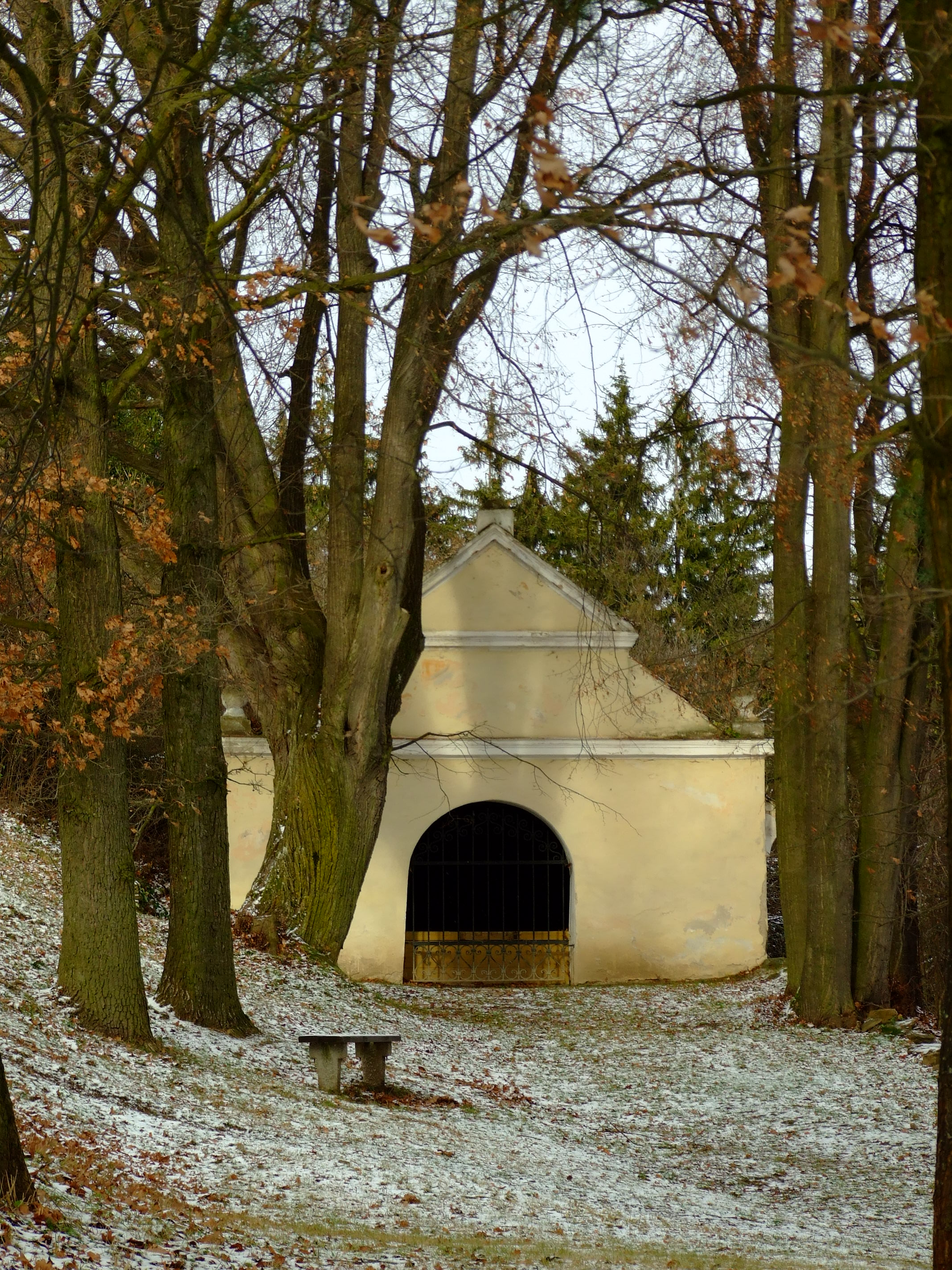
Zastavení U pusté vsi na pašijové cestě
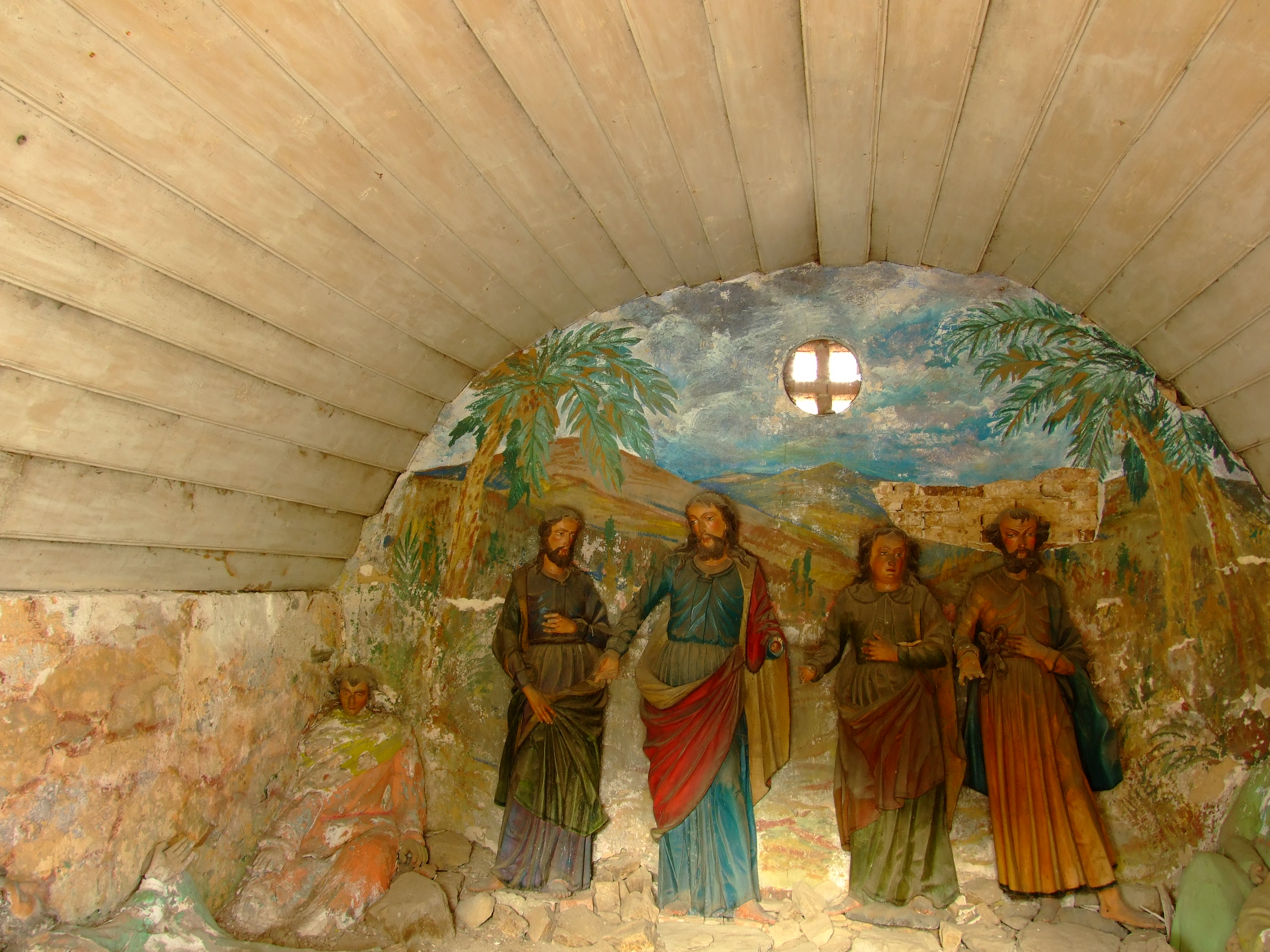
Interiér zastavení U pusté vsi (listopad 2008)
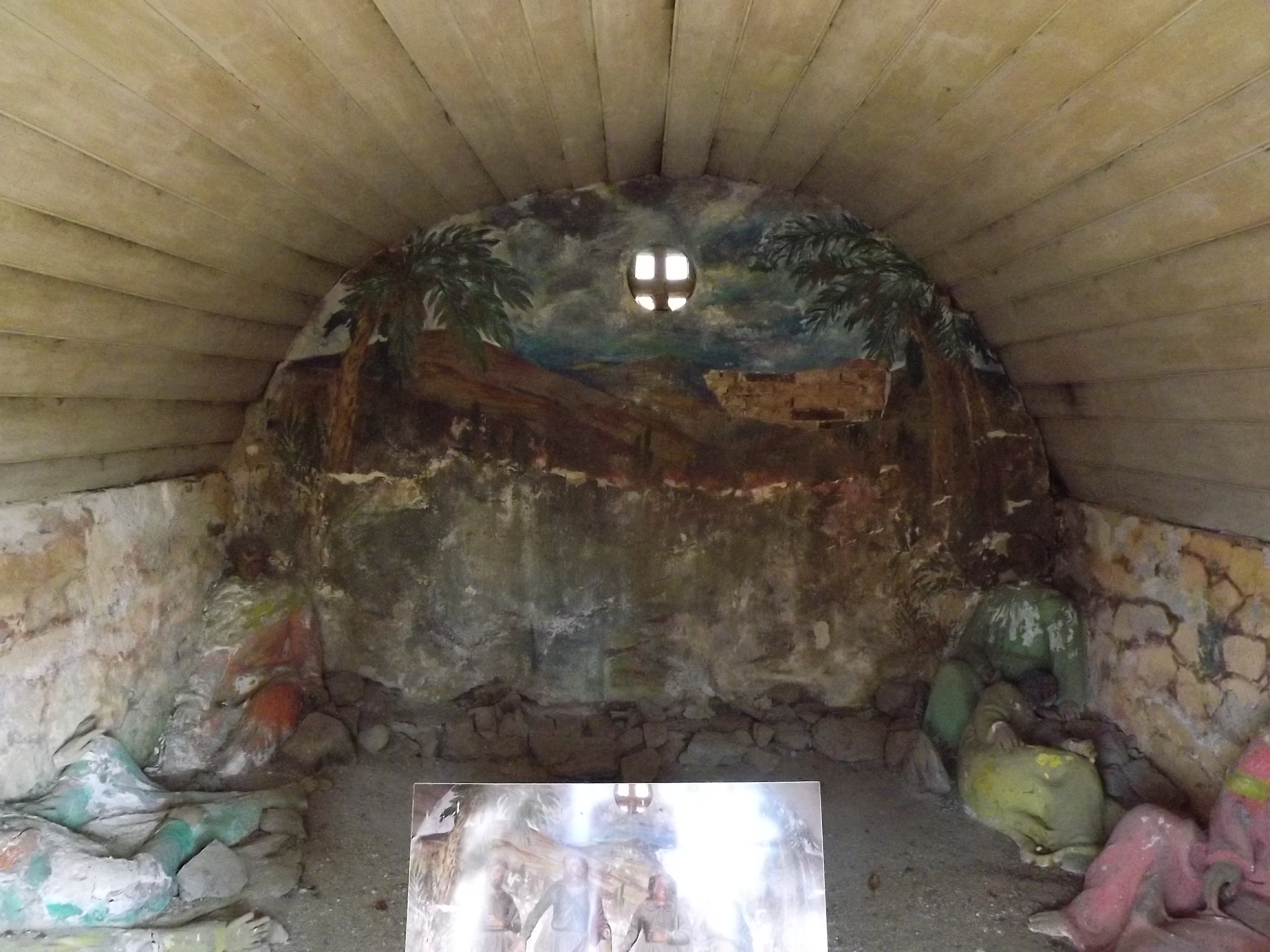
Stav zastavení U pusté vsi (březen 2012)
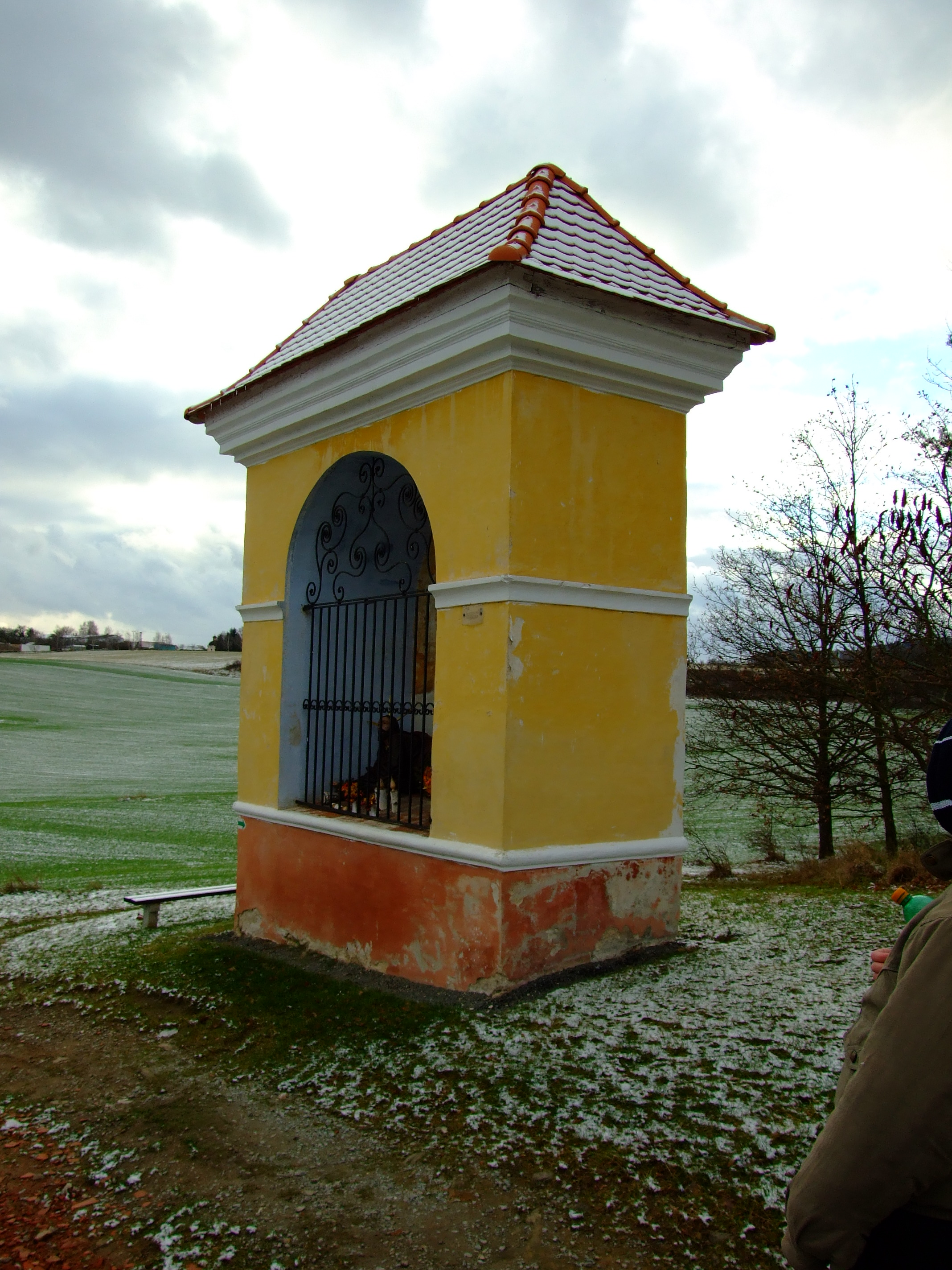
Kaplička zastavení U chromého žida
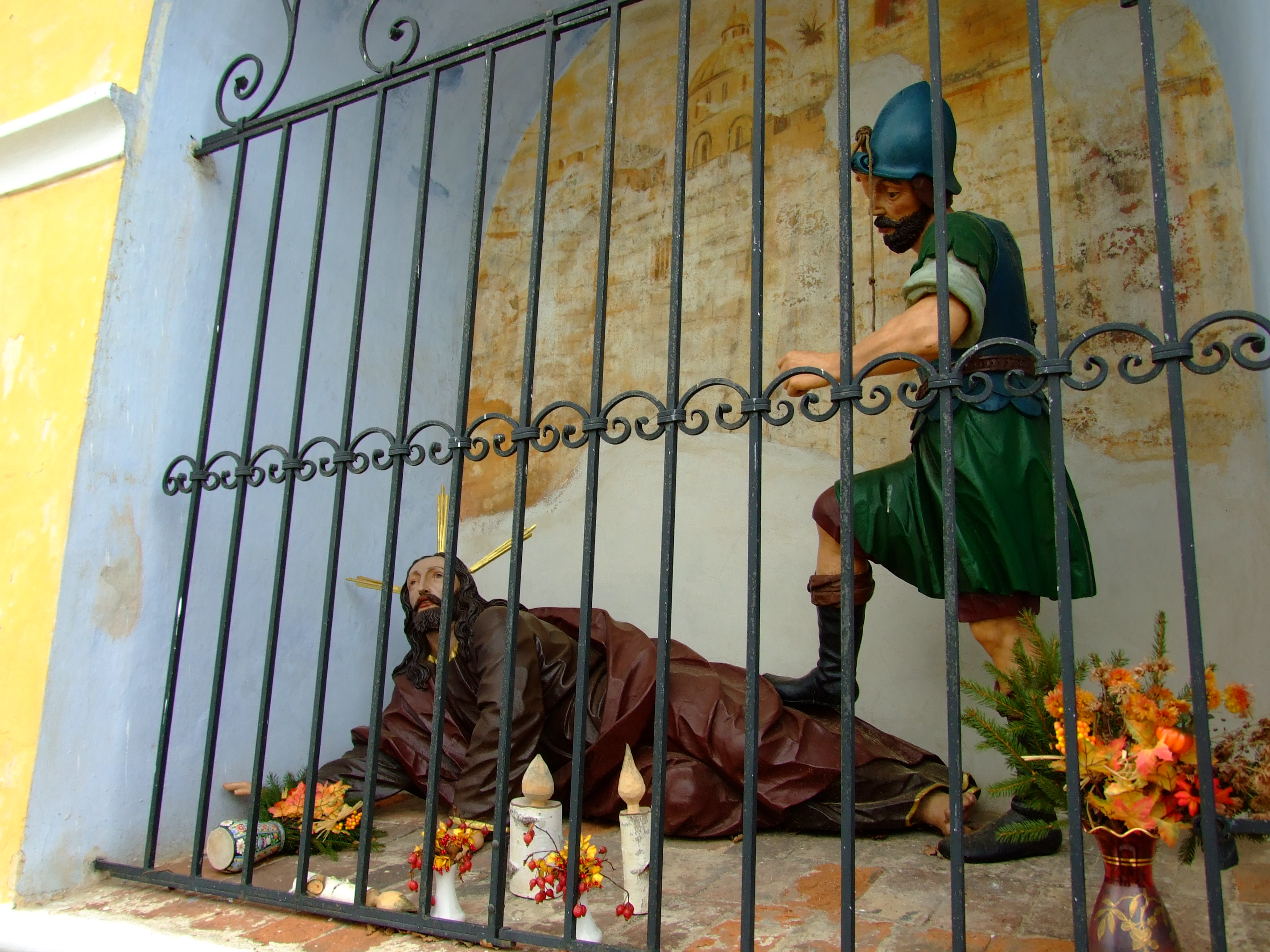
Zastavení U chromého žida v roce 2008
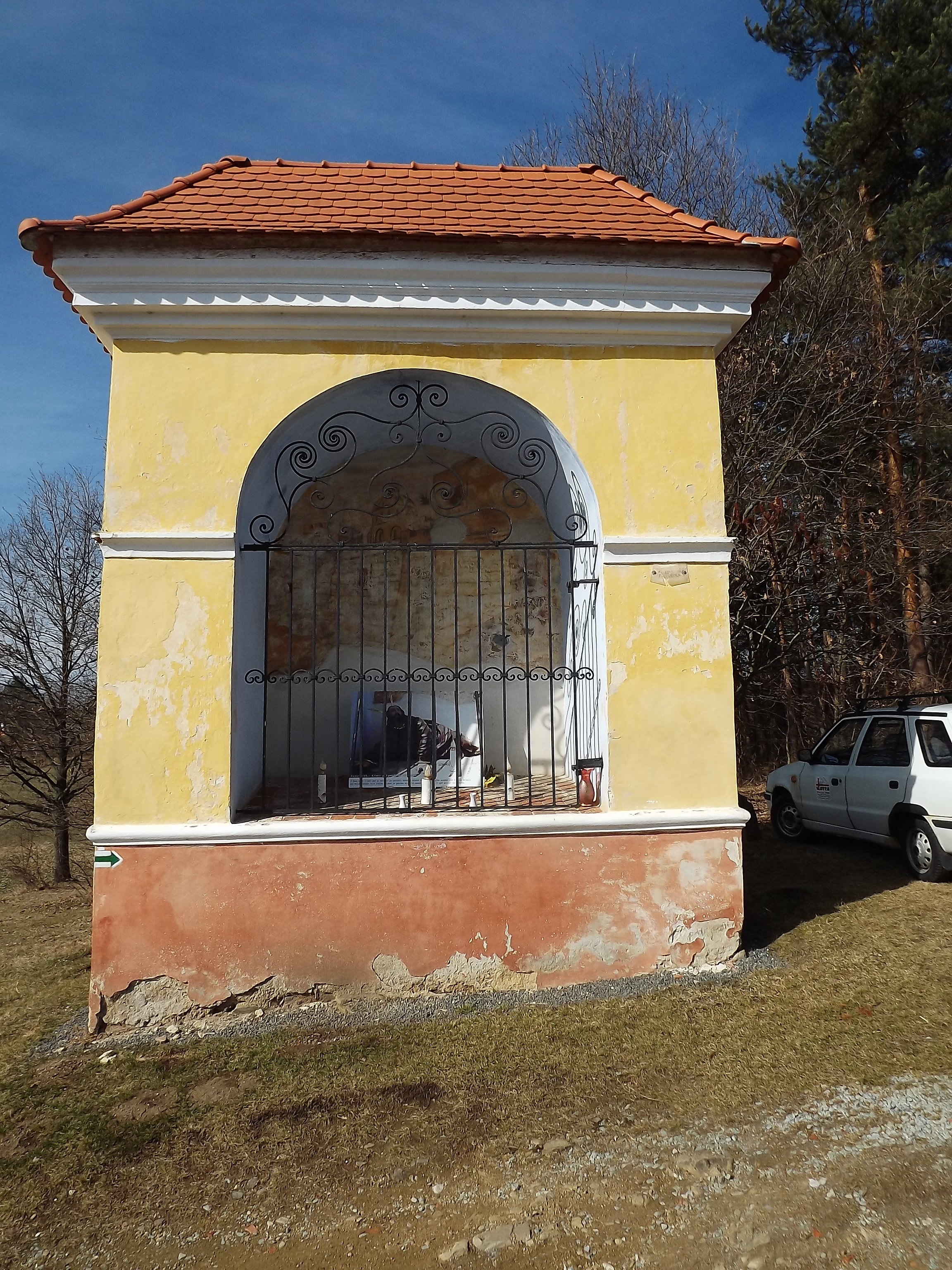
Zastavení U chromého žida již bez sochy (rok 2012)
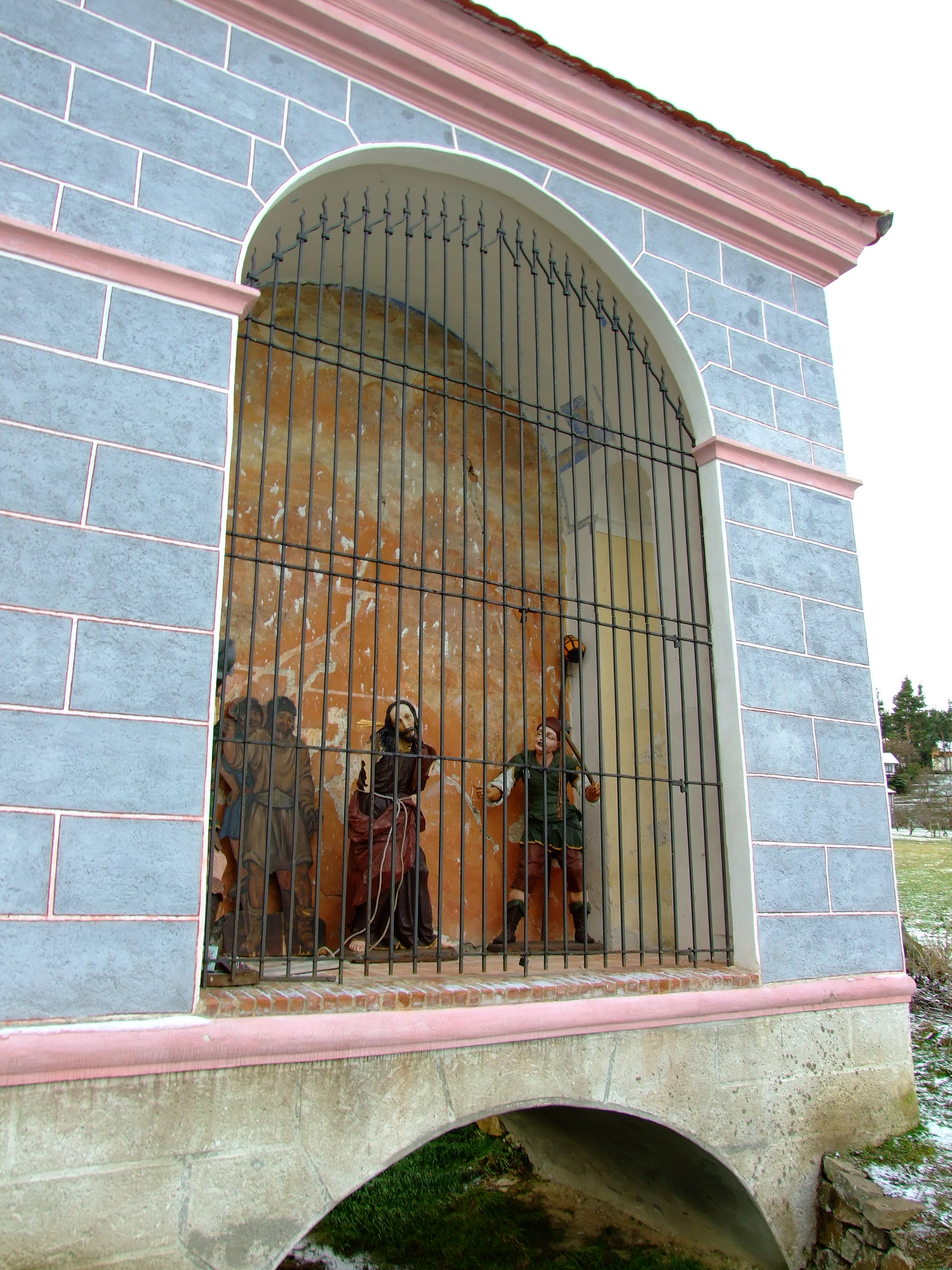
Zastavení U Cedronu se sochami (2008)
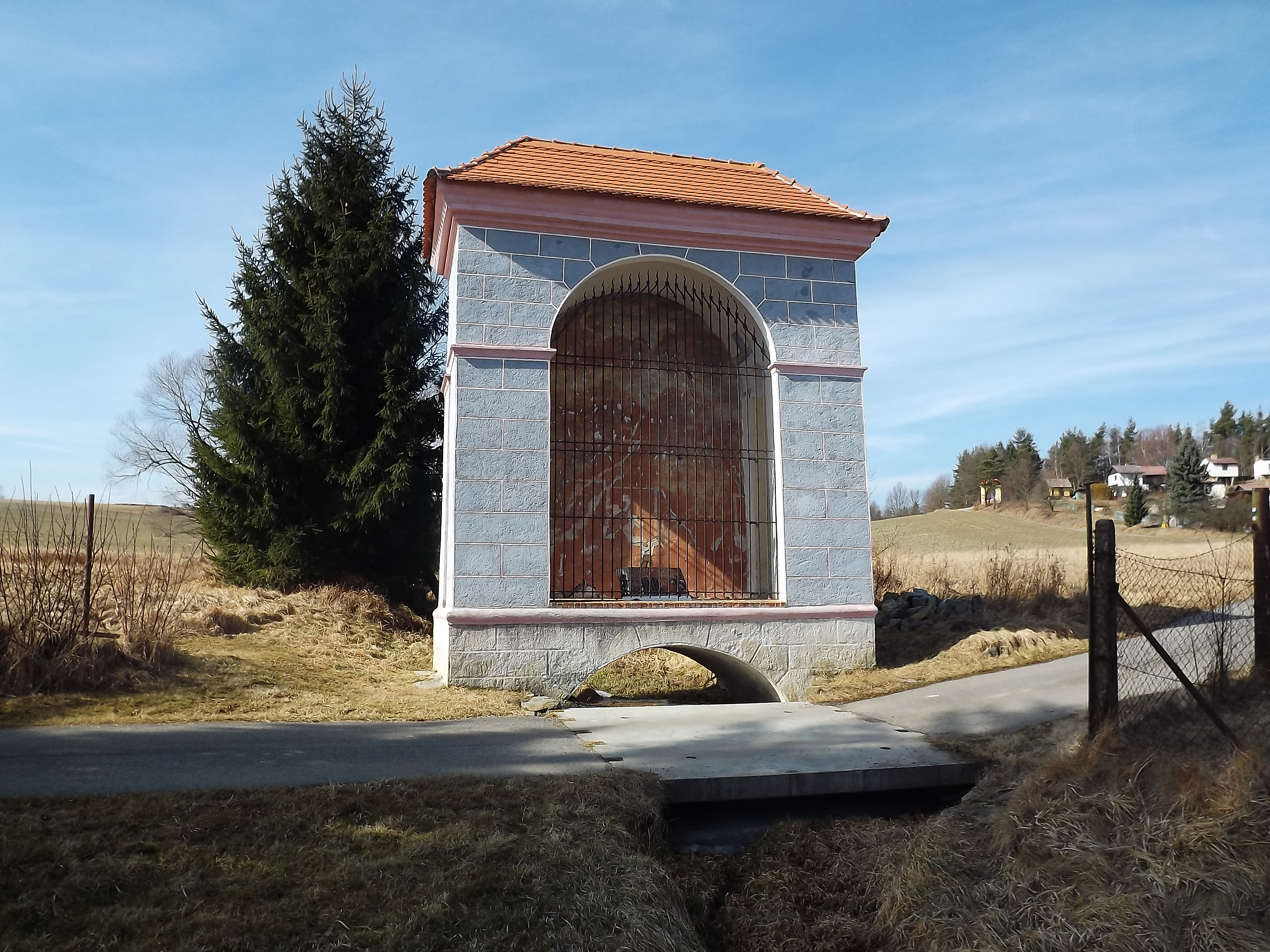
Zastavení U Cedronu v roce 2012
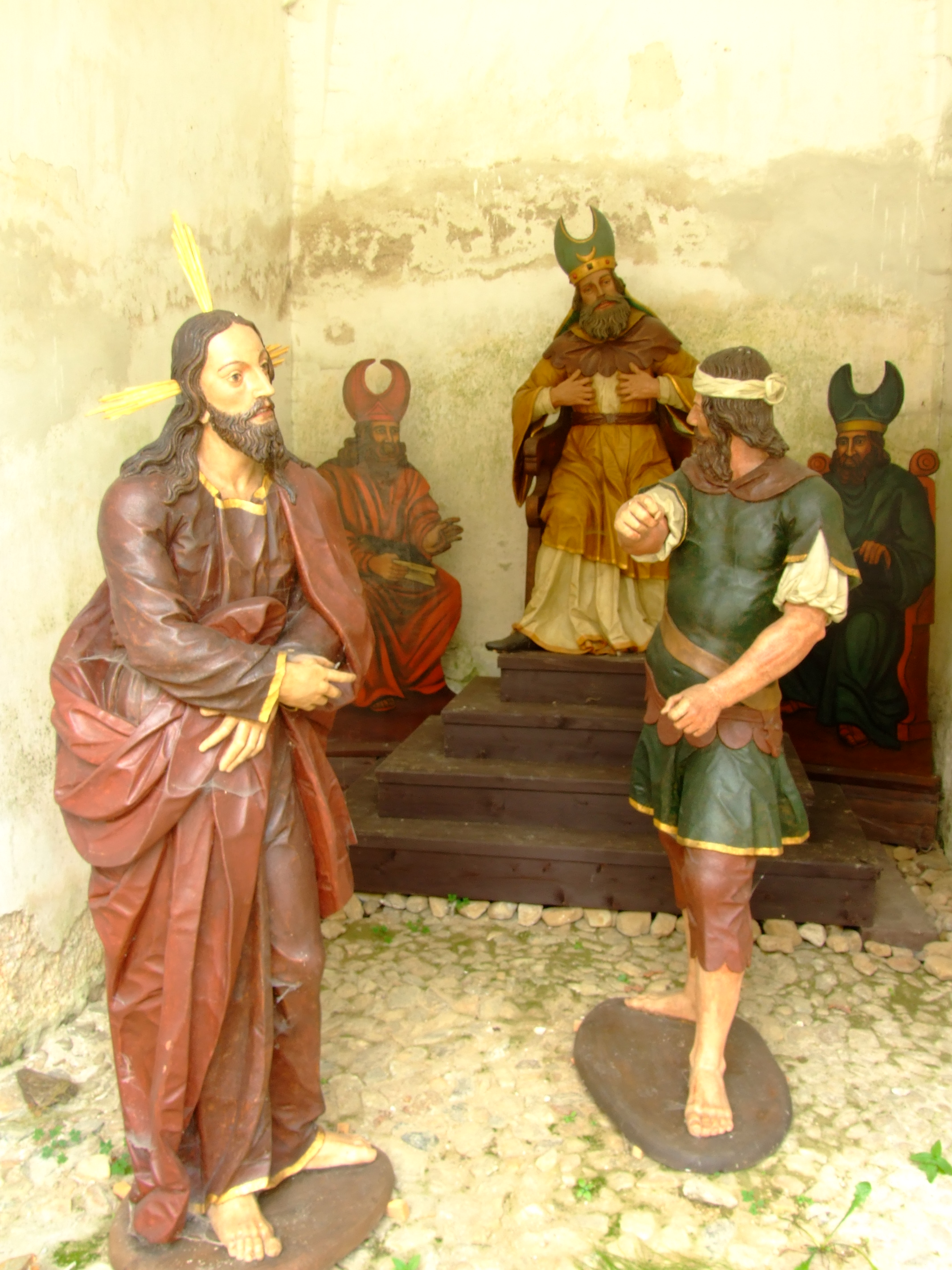
Sochy U Kaifáše v roce 2008
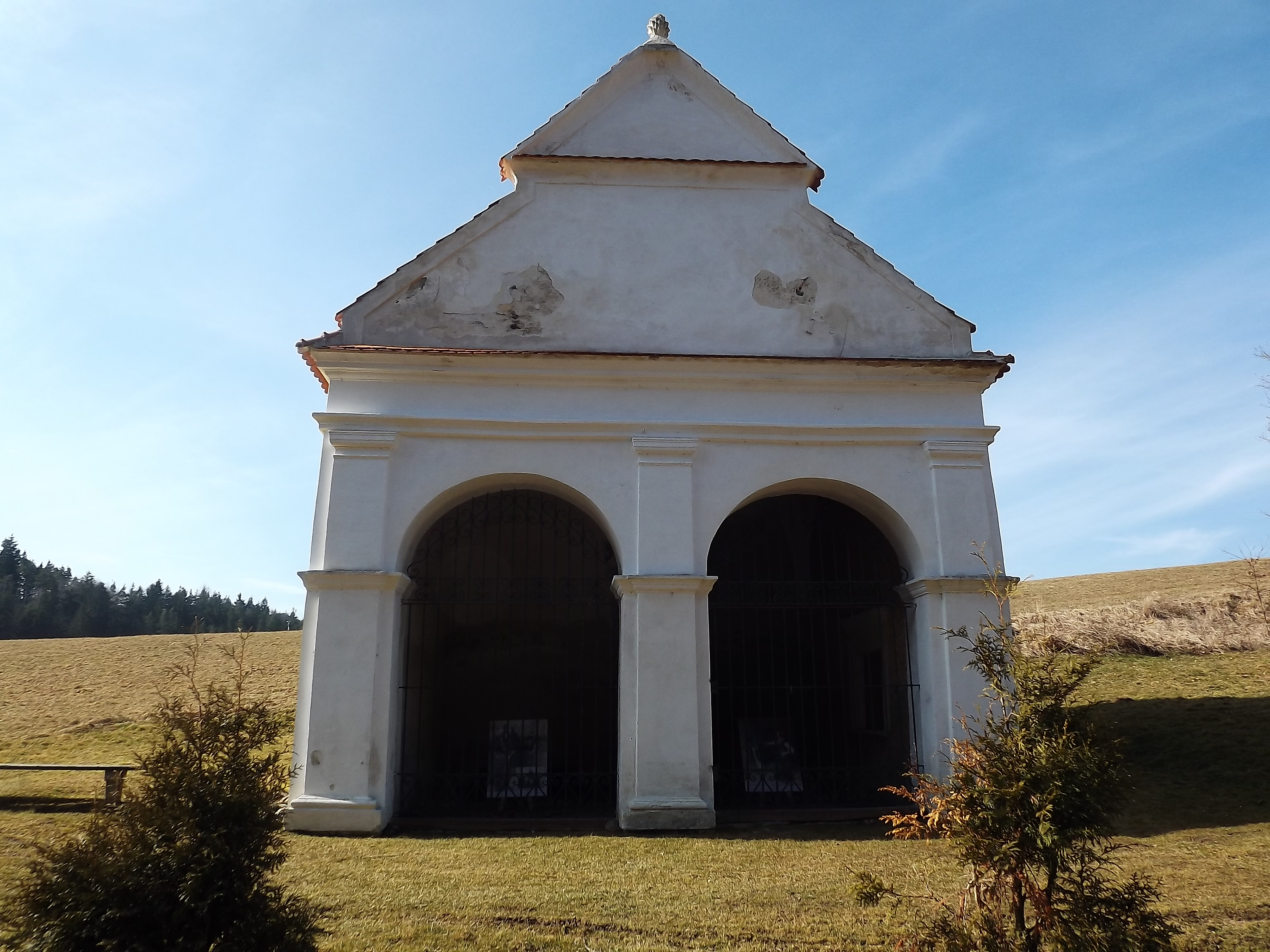
Prázdná kaple U Kaifáše
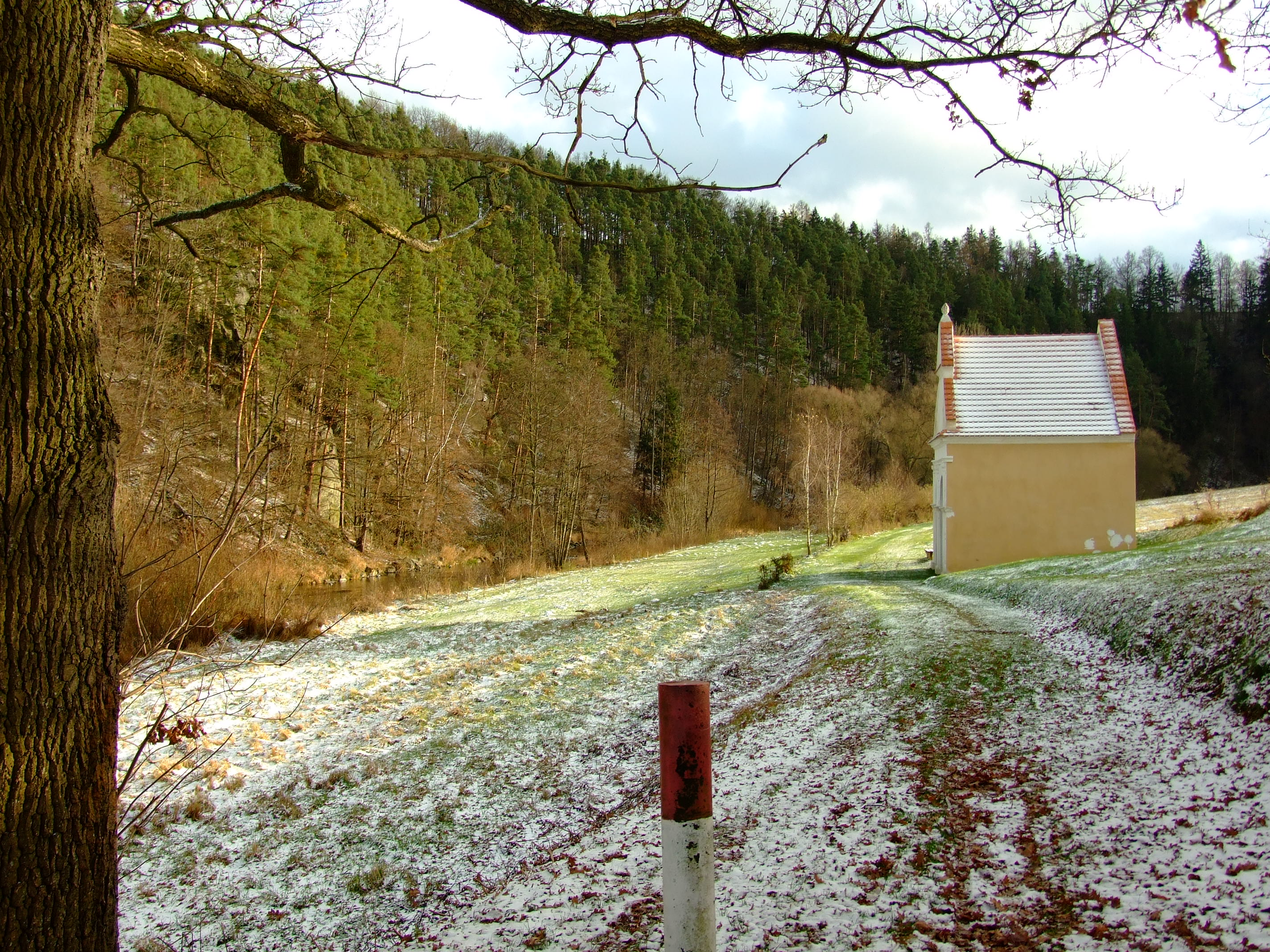
Zastavení U Kaifáše na pašijové cestě
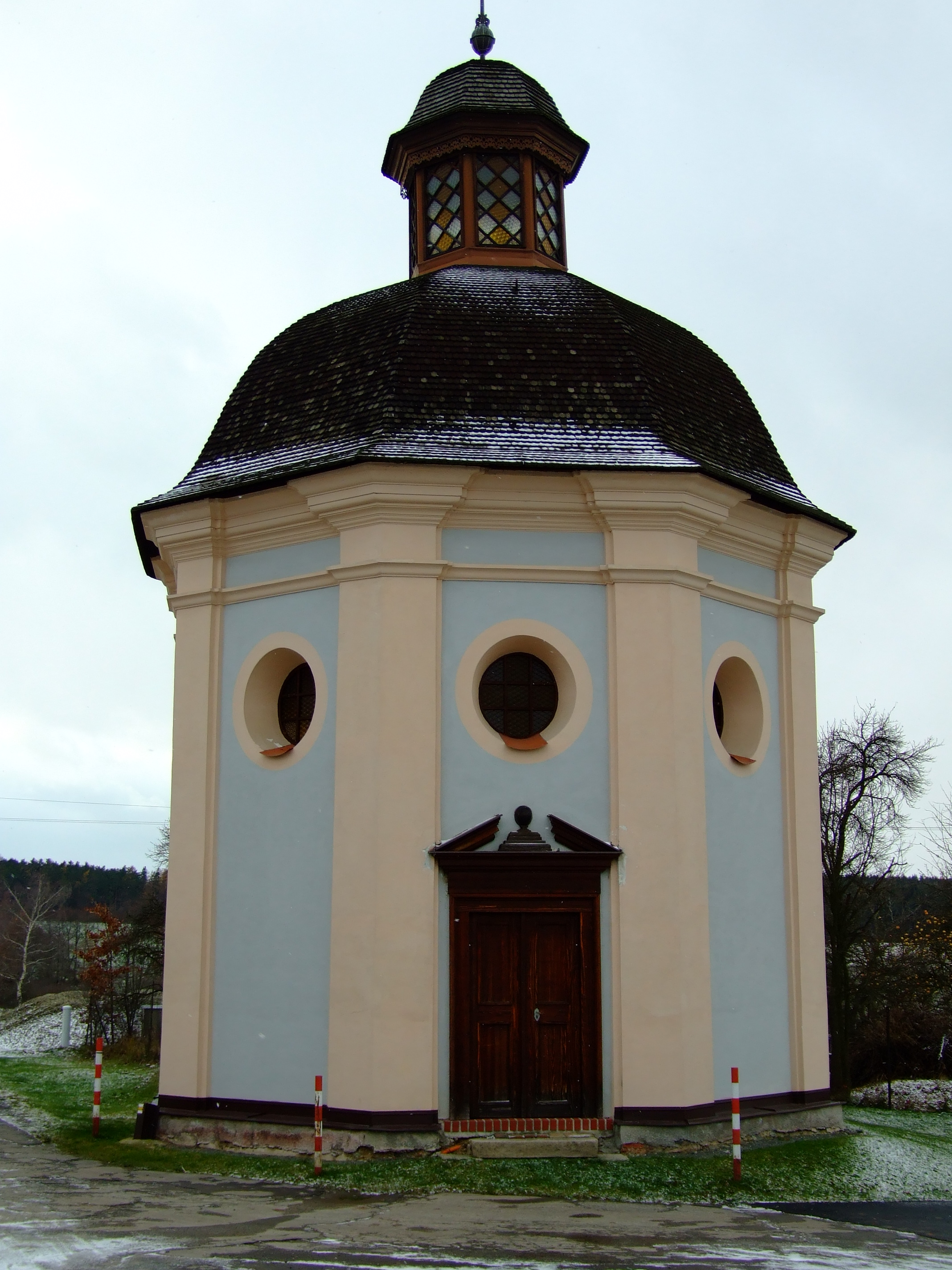
Kaple Loučení s matkou
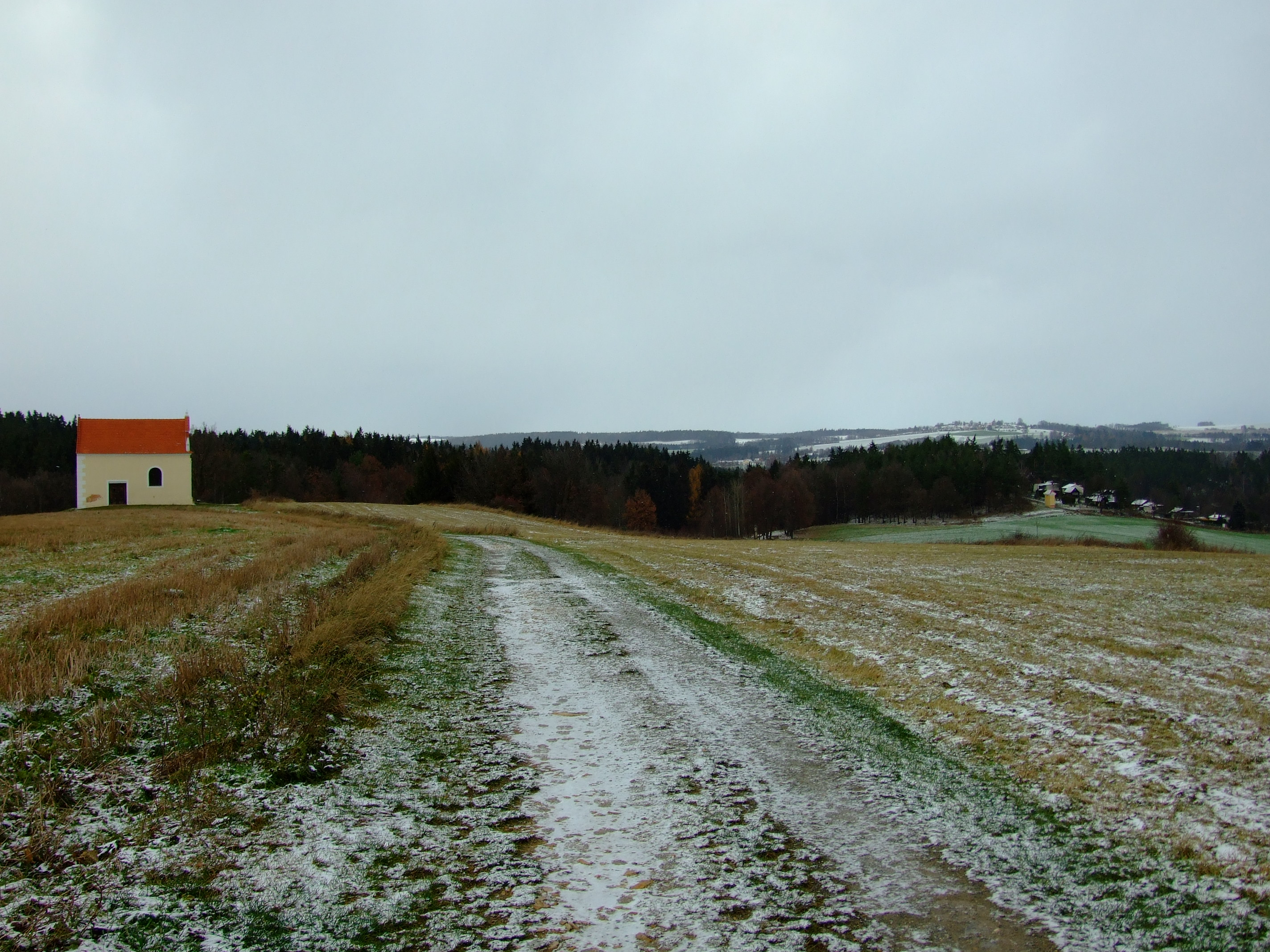
Poslední večeře – II. zastavení pašijové cesty
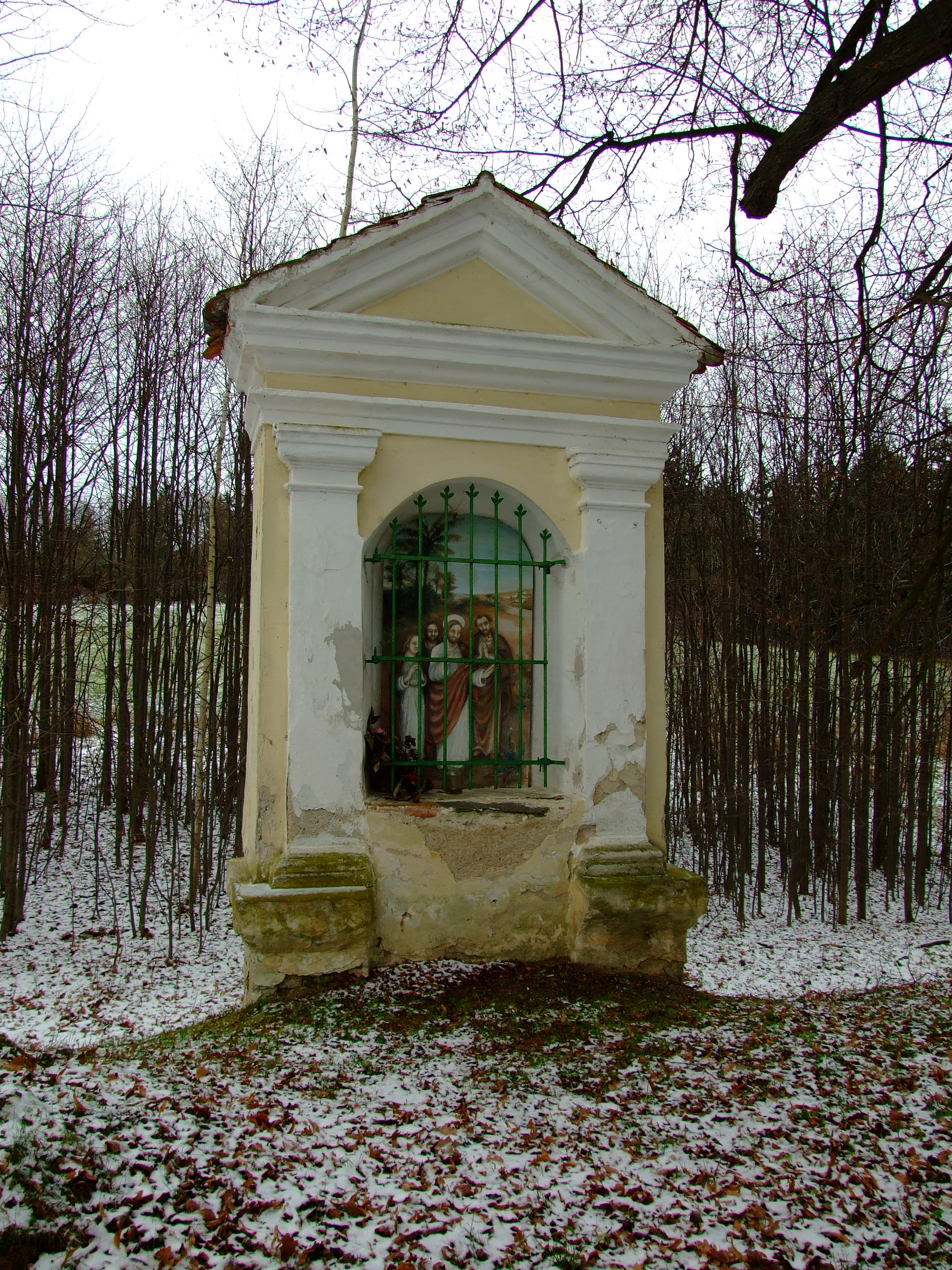
Zastavení U smutné duše